# 舞風りら
舞風 りら（まいかぜ りら、 12月23日 -、東京都出身）は、日本の女優。元宝塚歌劇団雪組トップ娘役。愛称は「まー」「まーちゃん」。血液型A型。

## 略歴
3歳からバレエを始める松山バレエ団に所属。
1993年に宝塚音楽学校入学。
1995年、宝塚歌劇団に首席入団。81期生。同期にふづき美世、大和悠河、真飛聖、花瀬みずからがいる。
同年、星組公演「国境のない地図」で初舞台。初舞台公演で同期3人と菩提樹の精役を演じる。
その後花組に配属。入団2年目で「ハウ・トゥー・サクシード」新人公演初ヒロイン（第1部のみ）。また同年「香港夜想曲」で香寿たつきの相手役としてバウホール公演初ヒロイン。
2000年、ドイツ・ベルリン公演メンバーに選抜され、主演の紫吹淳とのデュエット場面等が与えられた。
2002年、朝海ひかるの相手役として雪組に組替えし、トップ娘役に就任。
2006年12月24日、「堕天使の涙／タランテラ！」の公演をもって、朝海と同時退団。退団後は舞台などで活動。

## 宝塚歌劇団時代の主な舞台

### 花組時代
- 1996年6月 - 11月 「ハウ・トゥー・サクシード」新人公演／ローズマリー（第1部、本役：純名里沙）
- 1996年12月 - 1997年1月 バウホール公演「香港夜想曲」テレサ ＊バウ初ヒロイン
- 1997年2月 - 6月 「失われた楽園／サザンクロス・レビュー」ペギー　新人公演／リア・モンテス（本役：千ほさち）
- 1997年4月 - 5月 バウホール公演「君に恋してラビリンス！」パトリシア　＊大鳥れいとWヒロイン
- 1997年8月 - 12月 「ザッツ・レビュー」ぽん太　新人公演／大河原花代（本役：渚あき）
- 1997年10月 - 1998年2月 バウホール公演「白い朝」おすえ＊バウヒロイン
- 1999年1月 - 5月 「夜明けの序曲」新人公演／ユキ・モルガン（本役：松本悠里）
- 2000年4月 - 8月 「源氏物語 あさきゆめみし／ザ・ビューティーズ!」葵の上　新人公演／朧月夜（本役：渚あき）
- 2000年9月 バウホール公演「トム・ジョーンズの華麗なる冒険」ソフィ ＊バウヒロイン
- 2000年11月 - 2001年3月「ルートヴィヒII世／Asian Sunrise」新人公演／エリザベート皇后（本役：渚あき）
- 2001年7月 - 2001年11月「ミケランジェロ／VIVA!」新人公演／カテリーナ（ミケランジェロの家政婦）（本役：貴柳みどり）
- 2001年12月 - 2002年1月「カナリア」小悪魔1（エザイアム）
- 2002年3月 - 2002年6月「琥珀色の雨にぬれて／Cocktail」ジル（マヌカン）
- 2002年8月「あかねさす紫の花／Cocktail」小月（天比古の妻）

### 雪組トップ娘役時代
- 2002年10月 - 11月 全国ツアー「再会／華麗なる千拍子2002」サンドリーヌ ＊トップコンビ披露公演
- 2003年1月 - 5月 「春麗の淡き光に／Joyful!!」若狭　＊大劇場披露公演
- 2003年6月 - 7月 全国ツアー「春麗の淡き光に／Joyful!!」若狭
- 2003年8月 - 12月 「Romance de Paris／レ・コラージュ」ナディア
- 2004年1月 - 2月 中日劇場公演「Romance de Paris／レ・コラージュ」ナディア
- 2004年4月 - 7月 「スサノオ／タカラヅカ・グローリー！」イナダヒメ
- 2004年8月 - 9月 日本青年館・シアター・ドラマシティ公演「あの日見た夢に」エリー
- 2004年11月 - 2005年2月 「青い鳥を捜して／タカラヅカ・ドリーム・キングダム」ケイト
- 2005年3月 - 4月 ドラマシティ他公演「睡れる月」大君／二宮（二役）
- 2005年6月 - 10月 「霧のミラノ／ワンダーランド」フランチェスカ・マルティーニ
- 2005年11月 全国ツアー「銀の狼／ワンダーランド」ミレイユ・デュロック
- 2006年2月 - 5月 「ベルサイユのばら -オスカル編-」ロザリー
- 2006年7月 全国ツアー「ベルサイユのばら -オスカル編-」ロザリー
- 2006年9月 - 12月 「堕天使の涙／タランテラ!」リリス
- 2006年11月 「舞風りらミュージック・サロン　A Little Flower」

## 宝塚歌劇団退団後の主な活動

### 舞台
- 2007年 9月 松平健特別公演「遠山の金さん／唄う絵草子」（新歌舞伎座・全国ツアー）おくみ役
- 2008年 5月 「蝉しぐれ」（明治座）矢田淑江役
- 2008年10月 「“D”永遠という名の神話」（博品館）ピア・アンジェリ／ジュリー・ハリス役
- 2009年 3月 「カゴツルベ」（青山劇場・NHK大阪ホール）すあま役
- 2009年 9月 「ARATANA」（本多劇場）郎女姫役
- 2010年 4月 「マウストラップ」（俳優座・サンケイホール・ブリーゼ）モリー役
- 2011年 8月 「ブレイン・ストーム」（TACCS1179）黄色いドレスの女役
- 2011年12月 「PIAF〜私は何も後悔しない エディット・ピアフ その愛の軌跡〜」(日本橋三井ホール)ロジータ役
- 2012年11月 「舞台版　殿といっしょ」(前進座劇場)お東の方役
- 2013年 4月　「幕末ノ丘」(俳優座劇場)琴姫役
- 2013年 9月　「ANOTHER」(日生劇場)シルエット出演
- 2013年10月 「第28回国民文化祭・やまなし2013」総合フェスティバル 開会式「風の麗美遊（レビュー）」
- 2014年 8月　「Yumi Katsura Grand Collection in Osaka」(NHK大阪ホール)
- 2015年 2月　「大新撰組」(俳優座劇場)お民役
- 2016年10月　「芝翫香コレクション2016」(大阪市中央公会堂)
- 2016年12月　「熊本復興チャリティーDREAM」(エディオンアリーナ大阪)
- 2018年 3月　「福岡復興チャリティー"ボンズ Bonds 絆」(エルガーラホール)
- 2018年 8月　「Todos del Tango Verano 2018」(日本青年館ホール)
- 2018年 10月 「秋の夜に昭和の歌を綴る ～宝塚歌劇団OGによる懐かしのメドレー～」(エルガーラホール)
- 2018年 12月 <第1部> 「剣と愛の光芒 ～ナポレオンを愛した女たち～」

　　　　　　　　<第2部>「宝塚歌劇団OG クリスマスショー」(久留米シティプラザ　ザ・グランドホール)
- 2019年 3月　「NATSUKI MIZU Gran Tango !」(イイノホール）
- 2019年 4月 <第1部> 「剣と愛の光芒 ～ナポレオンを愛した女たち～」

　　　　　　　　<第2部>「華麗なるレビューショー」(COOL JAPAN PARK OSAKA・TTホール)
- 2019年 6月 <第1部> 「剣と愛の光芒 ～ナポレオンを愛した女たち～」

　　　　　　　　<第2部>「ショータイム」(アクロス福岡　福岡シンフォニーホール)
- 2019年 10月　「宝塚歌劇団OG 華麗なるレヴューショー」(横須賀芸術劇場)
- 2021年 2月   「スウィート・ホット・ロード ～蝶々たちの夢～」(オンライン配信）
- 2022年 7月　「身分違いの恋」（築地本願寺ブティストホール)
- 2022年 10月　「宝塚OGショー＋トークショー」関西りんくう Ochi Arena 公演 （10月）
- 2022年 11月　「宝塚OGショー＋トークショー」関西りんくう Ochi Arena 公演 （11月）
- 2022年 12月　「芝居「身分違いの恋のお話」＋宝塚OGショー」関西りんくう Ochi Arena 公演 （12月）【延期】
- 2023年 1月　 「芝居「身分違いの恋のお話」＋宝塚OGショー」関西りんくう Ochi Arena 公演 （1月）
- 2023年 2月　 「芝居「身分違いの恋のお話」＋宝塚OGショー」関西りんくう Ochi Arena 公演 （2月）【振替公演】
- 2025年4月-5月　「未来へのOne Step！～世界を結ぶ愛の歌声～」（関西万博EXPOホール「シャインハット」・東京国際フォーラム・梅田芸術劇場）[2]

### コンサート・ライヴ
- 2008年 3月、舞風りらライヴコレクション（築地本願寺ブティストホール・コンサート）
- 2011年 1月、順風満帆ライブAct vol.4 Happy Wings〜あなたの夢が叶うとき〜(恵比寿天窓.switch)
- 2011年 2月、ブイブイライブ（Valentine Virtual Live) (Ustreamミュージカルライヴ)
- 2011年 7月、舞風りらライヴ（スタジオレヴール・ライヴ)
- 2011年11月、舞風りらライヴ（スタジオレヴール・ライヴ)
- 2011年12月、順風満帆ライブAct vol.5 Happy Wings〜あなたの夢が叶うとき〜(恵比寿天窓.switch)
- 2012年 4月、Rira's Live 2012 Vol.1 Sound Breeze 春の風に乗って　（恵比寿天窓.switch・ライヴ）
- 2013年 2月、懐かしの宝塚　イブニングコンサート（宝塚ホテル）
- 2013年 8月、舞風りら トークディナーショー(メルパルクTOKYO 「瑞雲」)
- 2013年11月、汀夏子 ゴールデンディナーショー(東京會館「ローズルーム」)
- 2014年12月、汀夏子 クリスマスディナーショー(ウェスティンホテル大阪「ローズルーム」)
- 2015年12月、華麗なる宝塚OGコンサート(ハマユリックスホール)
- 〃 　　　薔薇とシンフォニー　〜Christmas an Evening〜(東京オペラシティ コンサートホール)
- 2016年 1月、薔薇とシンフォニー　〜New Year Concert(〜東京芸術劇場　プレイハウス)
- 2016年 9月、照井裕隆 トーク＆ライブ「Happy Wings」(汐留BLUE MOOD)
- 2017年 6月、順風満帆ライブ「ぼっけぇ翼」(Paris Kidori)
- 2017年10月、自由が丘女神まつり「初風緑 グランドレビューショー」（自由が丘）
- 2017年11月、RIRA　MAIKAZE　& MANA　KEIJU LIVE（名古屋パラダイスカフェ21）
- 2017年12月、第13回 育藝会コンサート(東京オペラシティ リサイタルホール）
- 2018年 3月、ホテル若水　ライブショー(ホテル若水）
- 2018年 5月、レジェンドたちのシャンソン シリーズ コンサート(銀座ヤマハホール）
- 〃 　　  宝塚歌劇団OG The Dinner Show(グランドペプチード）)
- 2018年 11月、夢の中にきみがいる(銀座ヤマハホール）
- 2018年 12月、珠玉の名曲をあなたとともに(銀座ヤマハホール）
- 〃　　　珠玉の名曲をあなたとともに　ラテン・カンツォーネ篇(銀座ヤマハホール）
- 2019年 3月、ホテル若水　ライブショー(ホテル若水）
- 2019年 4･5月、レビューニッポン・モダンタイムス(イイノホール)
- 2019年 5月、順風満帆ライブAct「HappyWings」大分公演(ブリック・ブロック)
- 2019年12月、華麗なる宝塚歌劇団OG　THE CHRISTMAS DINNER SHOW ～百花繚乱～(オークラフロンティアホテルつくば)
- 〃　　　Hitomi Kuroki ～ハート・ハート(品川プリンスホテル Club eX)

### テレビドラマ
- 2014年4月23日 TEAM -警視庁特別犯罪捜査本部-（テレビ朝日）磯崎ゆかり役